# Programme national nutrition santé
Le Programme national nutrition santé (PNNS) est un programme qui a pour objectif général l’amélioration de l’état de santé de l’ensemble de la population française. Ce programme se dote de mesures et actions spécifiques à chaque territoire, métropole, DOM,TOM, en agissant sur l’un de ses déterminants majeurs : la nutrition. Son rôle est de fixer les objectifs, les principes et les orientations de la politique nutritionnelle. Ce programme agit à plusieurs niveaux : industrie, consommateurs, recherche afin d'atteindre ses objectifs, par exemple par diminution de la consommation de sel.

## Articulation
Le PNNS associé au PNA (Programme national pour l'alimentation) sont les outils du Programme national de l'alimentation et de la nutrition (PNAN). Ce programme a été créé en 2001, et son site grand public a été lancé à la rentrée 2004, par l'Agence française de sécurité sanitaire des aliments (AFSSA, devenue Anses (Agence nationale de sécurité sanitaire de l'alimentation, de l'environnement et du travail) et poursuivi par l'Agence nationale de santé publique (« Santé publique France »). 

## Actions
Il communique auprès du grand public à travers le site mangerbouger.fr, et utilise la notion de « repères nutritionnels » pour traduire les objectifs de santé publique en notions facilement applicables. Le site écarte en particulier les calculs d'énergie.
Le PNNS a aussi créé des séries de spots TV destinés au grand public. Il est dirigé par l'épidémiologiste Serge Hercberg. Son comité de suivi est présidé par le professeur Daniel Nizri depuis 2019.

## Les repères nutritionnels du PNNS
En février 2017, le Programme national nutrition santé a actualisé les repères nutritionnels des adultes. Ces repères visent à couvrir les besoins nutritionnels, en prévenant les risques de maladies chroniques liés à certains aliments.

### Aliments à limiter
- La viande rouge : bœuf, porc, agneau, veau, etc. : 500 g/semaine maximum.
- La charcuterie : jambon, saucisson, etc. : 150 g/semaine maximum, en privilégiant le jambon blanc.
- Les produits et boissons sucrées : un verre par jour maximum, en privilégiant les jus de fruit.
- Sel.
- Matières grasses : limiter la consommation, en privilégiant les huiles de colza, de noix et d'olive.

### Aliments à privilégier
- Poisson et fruits de mer : deux fois par semaine dont un gras (maquereau, sardine, etc.).
- Fruits et légumes : au moins 5 portions par jour, de 80  à   100 g chacune.
- Légumineuses : lentilles, flageolets, fèves, pois, etc., qui peuvent remplacer la viande.
- Produits à base de céréales complètes ou peu raffinées.

## Les PNNS
Chaque nouveau plan à vocation à consolider les actions mises en place et lancer des actions nouvelles et complémentaires.

### PNNS4 2019-2023

#### L'activité physique
À partir de 2019, le PNNS4 ne se limite pas aux aspects nutritionnels ; il recommande aussi d'augmenter l’activité physique et de réduire la sédentarité par la pratique de la marche et du vélo. 

#### Le Nutri-Score
Le PNSS4 déclare sa volonté d'étendre le Nutri-Score aux produits en vrac. Le PNNS4 met en avant sa volonté d'adapter le Nutri-Score à la restauration collective et commerciale.

#### Le Développement durable
L'amélioration des consommations alimentaires et des apports nutritionnels doivent tenir compte des enjeux de développement durable ; la prise de conscience sur nos habitudes d’alimentation ont un rôle dans la lutte contre le changement climatique.

#### Réduction du surpoids
La moitié des adultes et 17% des enfants sont en surpoids ou obèses ; L'objectif est de diminuer de 20 % la fréquence de surpoids et d’obésité chez les enfants et adolescents, de stabiliser le surpoids des adultes et de réduire l’obésité de 15 % 

#### Réduction de la dénutrition
La dénutrition des personnes âgées est un constat. L'objectif est alors de réduire de 30 % le pourcentage des personnes âgées dénutries, en particulier les plus de 80 ans.